# Phanerotoma pallidula
Phanerotoma pallidula är en stekelart som beskrevs av Masi 1945. Phanerotoma pallidula ingår i släktet Phanerotoma och familjen bracksteklar. Inga underarter finns listade i Catalogue of Life.